# Eva Janssens
Eva Janssens (* 16. Juli 1996 in Aachen) ist eine deutsche Badmintonspielerin.

## Karriere
Eva Janssens startete in den Saisons 2013/2014 und 2014/2015 in der 1. Badminton-Bundesliga. 2014 war sie auch bei den Badminton-Juniorenweltmeisterschaften am Start. Bei den Welsh International 2014 und den Estonian International 2015 wurde sie jeweils Zweite im Mixed.